# Rękawczyn (województwo wielkopolskie)
Rękawczyn – wieś w Polsce położona w województwie wielkopolskim, w powiecie słupeckim, w gminie Orchowo.
W latach 1975–1998 miejscowość administracyjnie należała do województwa konińskiego.
We wsi znajduje się zabytkowa drewniana chata nr 10 z 1798 roku, wpisana do krajowego rejestru zabytków pod nr 380/122 z 10.12.1984 r.
W okresie międzywojennym we wsi mieszkał Jerzy Waldorff; Wanda Warska zadedykowała mu swoją piosenkę "Zaproś nas do Trzemeszna" (1979), w której padają słowa: "zaproś nas do Trzemeszna, zaproś nas do Rękawczyna, przez Trzemżal do Rękawczyna".
15 września 1939 nad jeziorem Kamienieckim Niemcy rozstrzelali Jana Piechowiaka i jego 18-letniego syna Bolesława (pochowanych na cmentarzu w Kamieńcu). Na miejscu zbrodni znajduje się głaz pamiątkowy ze stosownymi tablicami.